# Enrique Caballero Peraza
Pour les articles homonymes, voir Caballero et Peraza.
Enrique Caballero Peraza (Acapulco (Guerrero), 27 octobre 1959) est une personnalité politique, un médecin et un psychologue mexicain. 

## Famille
Il est le fils du politicien Enrique Caballero Aburto (1905-1975) et de la poétesse Yolanda Peraza Guzmán (1926-2006). Il est le neveu de l'ex-gouverneur de Guerrero Raúl Caballero Aburto. Il a épousé Cecilia Sánchez de la Barquera, avait deux fils:
- Daniela Caballero Sánchez de la Barquera
- Carlo Alejandro Caballero Sánchez de la Barquera

Grâce à sa relation avec Caroline Maldonado Arroyo na 
- Enrique Caballero Maldonado.

Sa famille paternelle (Caballero Aburto) descend du fils illégitime de l'archevêque et vice-roi contesté Antonio Caballero y Góngora.

## L’activité politique
Il a été délégué du groupe parlementaire du Parti action nationale au congrès fédéral, dans la LV Législature de 1991 à 1994, et dans le Congrès de Guerrero (1996 - 1999) et ensuite candidat à la mairie de la ville côtière d'Acapulco.
Dans le parti d'Action Nationale, il a été président du parti dans l'État de Guerrero sur une période de 6 années (1990-1997), conseiller d'état et conseiller national pour la même période et membre du Comité Exécutif National qu'a présidé le Lic. Carlos Castillo Peraza (1993-1996).

## Études
Il a effectué ses études professionnelles à la faculté mexicaine de médecine de l'Université la Salle et dans la faculté de psychologie de l'Université nationale autonome du Mexique. Il a fait ses études supérieures à l'Association mexicaine de Psychothérapie Dynamique. Ses études en théorie et analyse politique ainsi que philosophie politique, ont été ensuite effectuées respectivement à l'Institut de recherches législatives de l'UNAM, et à la Fondation Antonio Gramsci, en coordination avec l'UNAM et l'Université Autonome de Guerrero.

## Activités en cours
Il se consacre actuellement à son métier de médecin psychologue et à l'enseignement, même s'il maintient un lien avec Parti l'Action Nationale, dans le processus électoral fédéral de 2006, il a tenu la fonction de coordinateur opérationnel de campagne lors de la campagne présidentielle de Felipe Calderón Hinojosa dans l'État d'Oaxaca.